# Zwevende ritmiek

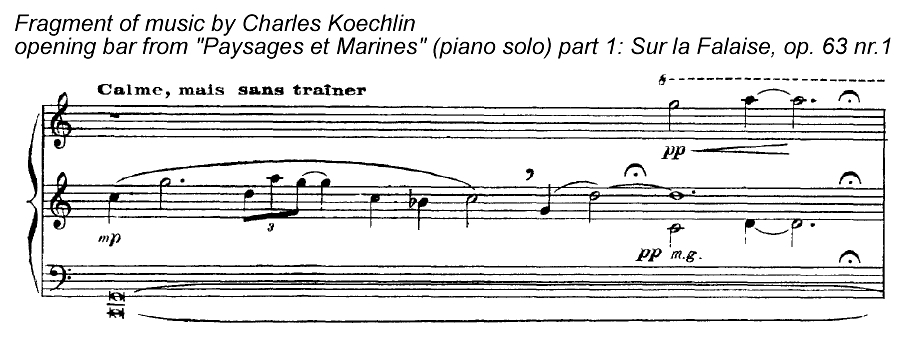
Voorbeeld van zwevende ritmiek in een pianowerk van Charles Koechlin

Zwevende ritmiek is een muziekterm die aangeeft dat een ritme zodanig gebruikt wordt dat het metrum niet meer herkend wordt.
Zwevende ritmiek vindt men veelvuldig in werken uit de periode van de klassieke muziek na circa 1880 (vanaf het impressionisme).
Omdat de puls in een metrum niet meer zo hoorbaar is ervaart de luisteraar geen maatsoort. Om dit te bereiken worden diverse middelen gebruikt door de componist:
- Op plekken waar normaal een puls zou klinken worden geen tonen geschreven, maar rusten of overbindingen.
- Er kan gebruik worden gemaakt van antimetrische figuren als de triool, duool, kwintool of hemiool, soms in afwisseling met andere ritmische motieven.
- Het weglaten van een maatsoortaanduiding
- Het weglaten van maatstrepen
- Het veelvuldig gebruik van fermates.
- Het veelvuldig voorschrijven van tempowisselingen
- Het veelvuldig gebruikmaken van maatwisselingen
- Het gebruikmaken van valeurs ajoutées (zie ook onder Olivier Messiaen)

Zwevende ritmiek wordt vaak maar niet uitsluitend toegepast in Franse muziekwerken (Claude Debussy, Florent Schmitt, Charles Koechlin en anderen.) Ook in de seriële muziek komt zwevende ritmiek voor.

## Ontwikkeling
De geschiedenis van de zwevende ritmiek gaat terug tot in het gregoriaans, waar metrum nog niet gedefinieerd was volgens strakke stramienen. Met de opkomst van de late renaissance en barok werd muziek meer en meer geordend, nam de waarde toe van de puls, en werd het ritme van melodieën steeds meer aan het metrum verbonden. In de dansmuziek werd de noodzaak van de puls zo groot, dat puls vaak de melodiek overheerste. In de klassieke tijd werd ritmiek onderworpen aan de behoefte tot symmetrische en logische ordening. De komst van de romantiek zorgde ervoor dat er vrijere melodische vormen ontstonden, zoals het rubato in de muziek van Chopin. Tijdens de laatromantiek evolueerde de melodie zich nog verder en worstelde zich steeds meer los van de puls. Een grotere waarde werd toegekend aan de klankschoonheid en harmonie. Bij de Franse impressionisten leidde dat op een gegeven moment tot het (schijnbaar) loslaten van de verticale puls ten faveure van de horizontale melodielijn, in het serialisme werd zelfs vaak de traditionele logische melodiek losgelaten, en verbrokkelde vaak daarmee gepaard gaande ook het ritme als structurerend element. Zo kon zwevende ritmiek een bijna zelfstandige expressievorm worden naast de bekende vaste gepulseerde ritmiek.